# 横北倗国墓地
横北倗国墓地，位于山西省运城市绛县横水镇横北村以北，是西周中期的诸侯国倗国的一座墓地。

## 简介
倗国不见于史籍记载。2004年4月，山西省绛县横水西周墓地被盗墓者发现，墓地位于横水镇横北村以北约1000米处。2004年10月至2005年7月，山西省考古研究所对横水西周墓地进行了发掘，在M1、M2两座墓中出土了许多随葬品。其中，M1出土20多件青铜器，包括鼎、甬、壶、钟、盘、鬲、觯等；M2出土大批随葬品，包括青铜鼎、青铜盘、玉璋、玉圭等。在青铜鼎、青铜盘等的内壁上有“倗伯”、“倗伯乍畢姬宝旅鼎”等铭文，共计230多字。专家由此确定这个墓地属西周中期的诸侯国倗国，墓主是倗国国君的夫人畢姬。对于倗国的各种问题，学术界正在进行研究和讨论，尚无定论。
倗国墓地文物出土后，一直由山西省考古研究所保管，未对外展出。2011年，在中国国家博物馆举办的“山西运城绛县横水西周墓出土文物精品展”上，这批文物首次亮相。此次展览结束后，这批文物在山西博物院长期展出。
2013年，“横北倗国墓地”被列为第七批全国重点文物保护单位。

## 延伸阅读

### 专著
- 山西省考古研究所 编著，绛县横水西周墓地青铜器科技研究，科学出版社，2012年

### 论文
- 田建文、宋建忠、吉琨璋，横水墓地的发现与晋文化研究，中国文物报2005年12月16日，第7版
- 李学勤，绛县横北村大墓与倗国，中国文物报2005年12月30日，第7版
- 韩炳华，倗国及其相关问题，中国文物报2006年1月27日
- 山西省考古研究所、运城市文物工作站、绛县文化局，山西绛县横水西周墓发掘简报，文物2006年第8期
- 吉琨璋、宋建忠、田建文，山西横水西周墓地研究三题，文物2006年第8期
- 宋建忠等，山西绛县横北墓地二期考古发掘新收获，中国文物报2007年9月14日
- 马承源，新获西周青铜器研究二则，上海博物馆集刊第六期，上海古籍出版社，1992年
- 马保春，山西绛县横水西周倗国大墓的相关历史地理问题，考古与文物(西安)2007年第6期，第37-43页
- 田伟，试论绛县横水、翼城大河口墓地的性质[永久]，中国国家博物馆馆刊2012年第5期